# Sport Vlaanderen-Guill D'or
Sport Vlaanderen-Guill D'or is een Belgische wielerploeg voor vrouwen. De ploeg werd tussen 2003 en 2017, net als de mannenploeg Sport Vlaanderen-Baloise, gesponsord door Topsport Vlaanderen (in 2017 Sport Vlaanderen) van de Vlaamse overheid en richtte zich daardoor met name op Belgische rensters, zoals: Jolien D'Hoore, Jessie Daams, Liesbet De Vocht, Sofie De Vuyst, Lieselot Decroix, Lotte Kopecky en de vier zussen Kelly, Jessy, Demmy en Lenny Druyts. Enkele buitenlandse rensters die bij de ploeg reden, waren: de Zweedse Emma Johansson, de Duitse Hanka Kupfernagel en de Nederlandse Debby Mansveld. De ploeg had verschillende co-sponsoren, zoals fietsmerk Ridley, Capri Sonne, Etixx en Guill D'or.
In september 2017 werd bekend dat de sponsoring van Vlaanderen stopt en manager Christel Herremans met enkele rensters (Nathalie Bex, Lotte Rotman en Jessy Druyts) in 2018 verder zal gaan met een nieuwe ploeg: Experza-Footlogix.

## Geschiedenis

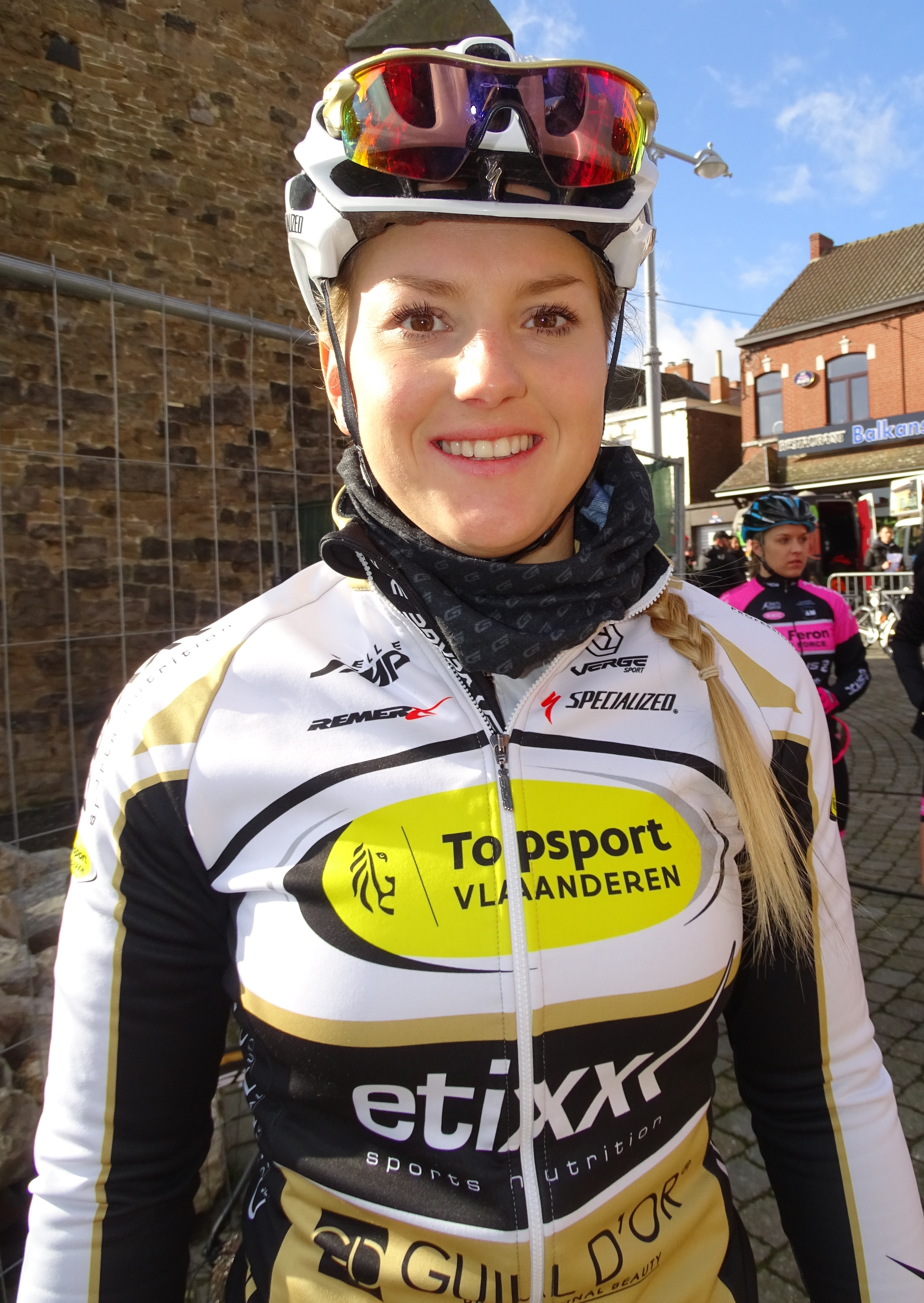
Kelly Druyts in 2016

### Naam
| Jaar      | Naam                                     |
| --------- | ---------------------------------------- |
| 2003      | Vlaanderen-T-Interim Ladies Team         |
| 2004      | Vlaanderen-T-Interim Univega Ladies Team |
| 2005–2007 | Vlaanderen-Capri Sonne-T Interim         |
| 2008–2010 | Topsport Vlaanderen-Thompson Ladies Team |
| 2011      | Topsport Vlaanderen-Ridley Team          |
| 2012      | Topsport Vlaanderen-Ridley               |
| 2013–2014 | Topsport Vlaanderen-Bioracer             |
| 2015      | Topsport Vlaanderen-Pro-Duo              |
| 2016      | Topsport Vlaanderen-Etixx-Guill D'or     |
| 2017      | Sport Vlaanderen-Guill D'or              |

### 2014
| Evelyn Arys  | Kelly Druyts | Lotte Kopecky                       |
| Els Belmans  | Jessy Druyts | Kelly Van den Steen                 |
| Gilke Croket | Demmy Druyts | Saartje Vandenbroucke (sinds 01/08) |
| Nel De Crits | Kaat Hannes  |                                     |

### 2015
- In:  Nicky Degrendele, Fien Delbaere, Ann-Sophie Duyck, Steffy Van den Haute
- Uit: Els Belmans

| Evelyn Arys      | Kelly Druyts     | Lotte Kopecky         |
| Gilke Croket     | Jessy Druyts     | Steffy Van den Haute  |
| Nel De Crits     | Demmy Druyts     | Kelly Van den Steen   |
| Nicky Degrendele | Ann-Sophie Duyck | Saartje Vandenbroucke |
| Fien Delbaere    | Kaat Hannes      |                       |

### 2016
- In: Valerie Demey, Lenny Druyts

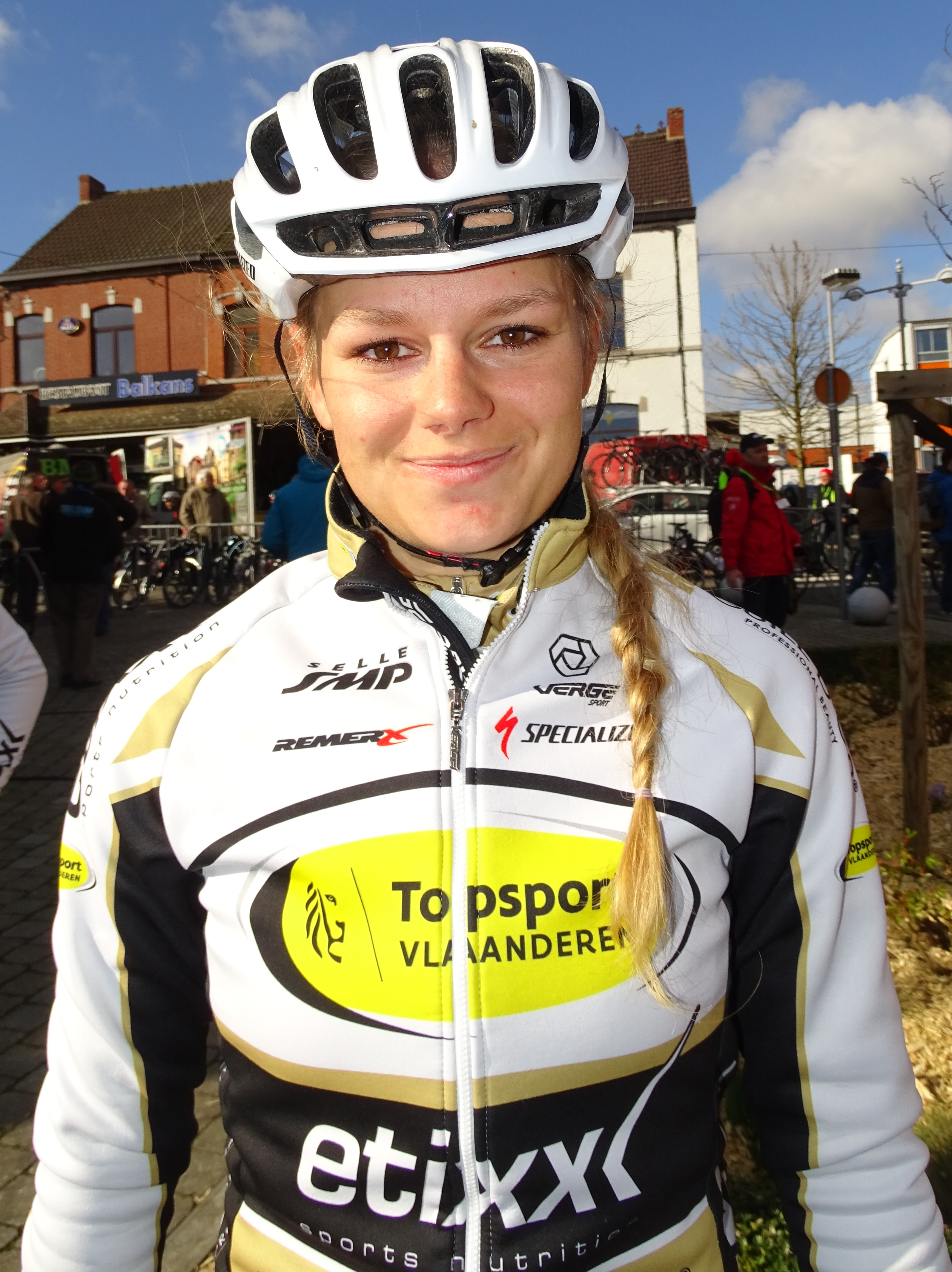
Jessy Druyts in 2016

- Uit: Evelyn Arys, Kaat Hannes, Lotte Kopecky

| Gilke Croket     | Kelly Druyts | Ann-Sophie Duyck      |
| Nel De Crits     | Jessy Druyts | Steffy Van den Haute  |
| Nicky Degrendele | Demmy Druyts | Kelly Van den Steen   |
| Fien Delbaere    | Lenny Druyts | Saartje Vandenbroucke |
| Valerie Demey    |              |                       |

### 2017
- In: Nathalie Bex, Celine Van Severen
- Uit: Nel De Crits, Ann-Sophie Duyck, Steffy Van den Haute, Saartje Vandenbroucke

| Nathalie Bex     | Kelly Druyts | Celine Van Severen  |
| Gilke Croket     | Jessy Druyts | Kelly Van den Steen |
| Nicky Degrendele | Demmy Druyts |                     |
| Fien Delbaere    | Lenny Druyts |                     |
| Valerie Demey    |              |                     |

### Ex-rensters
België:
- Evelyn Arys (2014-2015)
- Jolien D'Hoore (2008-2012)
- Jessie Daams (2009-2010)
- Liesbet De Vocht (2011)
- Sofie De Vuyst (2008)
- Lieselot Decroix (2011)
- Sjoukje Dufoer (2008-2012)

- Ann-Sophie Duyck (2015-2016)
- Kaat Hannes (2011, 2014-2015)
- Lotte Kopecky (2012-2015)
- Maaike Polspoel (2008-2012)
- Loes Sels (2005-2009)
- Steffy Van den Haute (2015-2016)
- Saartje Vandenbroucke (2015-2016)
- Anisha Vekemans (2010-2013)
- Grace Verbeke (2011)

Overig:
- Rotem Gafinovitz (2013)
- Emma Johansson (2007)
- Hanka Kupfernagel (2004-2005)
- Susanne Ljungskog (2001-2002)
- Debby Mansveld (2001-2007)
- Anita Valen de Vries (2005)

## Beste resultaten

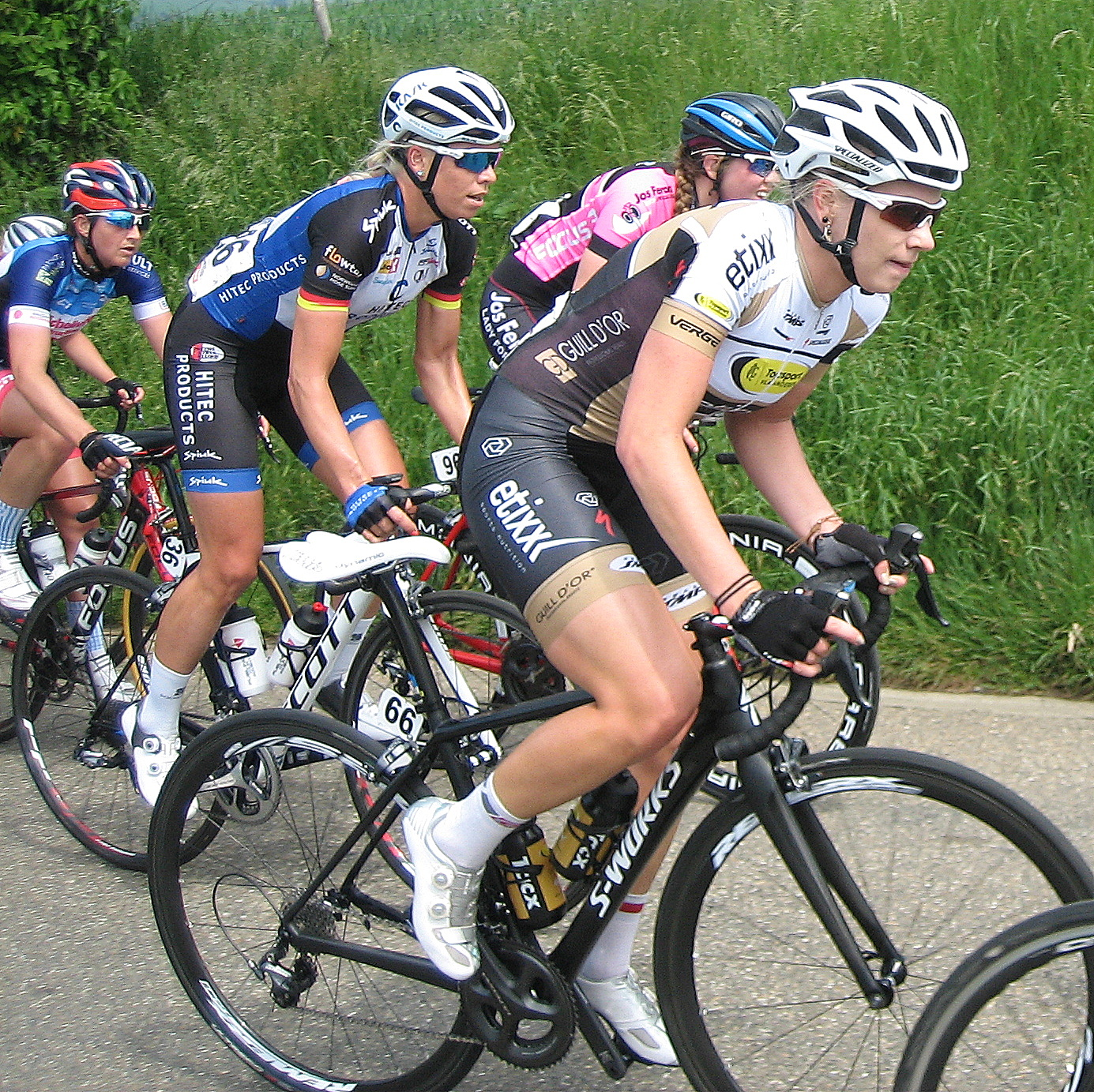
Demmy Druyts in 2016

2008
Etappe 1 Omloop van Borsele, Jolien D'Hoore
Incourt, Sjoukje Dufoer
Flobecq, Sjoukje Dufoer
Chaumont-Gistoux, Loes Sels
Affligem, Sjoukje Dufoer
2009
Westkerke, Sjoukje Dufoer
Vlissegem, Katrien Van Looy
Incourt, Kelly Druyts
Provinciaal Kampioenschap Waals-Brabant, Kelly Druyts
Beauraing, Kelly Druyts
Wodecq, Jolien D'Hoore
2010
Provinciaal Kampioenschap Tijdrijde Limburg, Jessie Daams
2011
Provinciaal Kampioenschap Tijdrijden Antwerpen, Liesbet De Vocht
Etappe 4 Gracia Orlová, Lieselot Decroix
Provinciaal Kampioenschap op de Weg Antwerpen, Jessy Druyts
Dwars door de Westhoek, Grace Verbeke
Etappe 4 Holland Ladies Tour, Maaike Polspoel
UCI Wereldbeker Baanwielrennen Cali (Scratch Race), Kelly Druyts
2012
Provinciaal Kampioenschap Tijdrijden Antwerpen, Lotte Kopecky
Provinciaal Kampioenschap Tijdrijden Vlaams-Brabant, Maaike Polspoel
Provinciaal Kampioenschap op de Weg Antwerpen, Kelly Druyts
Boortmeerbeek, Maaike Polspoel
Boortmeerbeek (Juniors), Jessy Druyts
Provinciaal Kampioenschap op de Weg Vlaams-Brabant, Maaike Polspoel
2014
Memorial Jacques Halleman, Kaat Hannes
Hillegem Road Race, Kelly Druyts
's Gravenwezel Road Race, Lotte Kopecky
Etappe 6 Trophée d'Or, Kelly Druyts
Etappe 4 Boels Rental Ladies Tour, Kelly Druyts
Aigle Track Championships (Scratch race), Lotte Kopecky
Aigle Track Championships (Achtervolging), Lotte Kopecky
Gent Baanwielrennen Kampioenschappen (3km Achtervolging), Lotte Kopecky
Gent Baanwielrennen Kampioenschappen (Puntenkoers), Kelly Druyts
Gent Baanwielrennen Kampioenschappen (Scratch race), Kelly Druyts
2015
Proloog Auensteiner Radsporttage, Ann-Sophie Duyck
Proloog Trophée d'Or, Ann-Sophie Duyck
 Belgisch Kampioen Tijdrijden, Ann-Sophie Duyck
Chrono Champenois, Ann-Sophie Duyck

## Wereld- en nationale kampioenen
2008
 Belgisch Kampioen Cyclo-cross, Loes Sels
 Wereldkampioen op de Weg voor Junioren, Jolien D'Hoore
 Belgisch Kampioen op de Weg voor Junioren, Jolien D'Hoore
2009
 Belgisch Kampioen Baanwielrennen (Omnium), Kelly Druyts
2011
 Belgisch Kampioen Tijdrijden, Liesbet De Vocht
2012
 Belgisch Kampioen op de Weg, Jolien D'Hoore
 Belgisch Kampioen Tijdrijden voor Junioren, Lotte Kopecky
2013
 Belgisch Kampioen Baanwielrennen (500m Tijdrit), Kelly Druyts
 Belgisch Kampioen Baanwielrennen (Puntenkoers), Kelly Druyts
 Belgisch Kampioen Baanwielrennen (Scratch Race), Gilke Croket
2014
 Wereldkampioen Baanwielrennen (Scratch Race), Kelly Druyts
 Belgisch Kampioen op de Weg U23, Lotte Kopecky
 Belgisch Kampioen Baanwielrennen (500m Tijdrijden), Kelly Druyts
 Belgisch Kampioen Baanwielrennen (Scratch race), Kelly Druyts
 Belgisch Kampioen Baanwielrennen (Puntenkoers), Demmy Druyts
 Belgisch Kampioen Baanwielrennen (Achtervolging), Lotte Kopecky
2015
 Belgisch Kampioen Tijdrijden, Ann-sophie Duyck
 Belgisch Kampioen Baanwielrennen (Omnium), Lenny Druyts
 Belgisch Kampioen Veldrijden, Eva-Maria Palm
 Belgisch Kampioen Tijdrijden Juniores, Lenny Druyts
 Belgisch Kampioen op de Weg Juniores, Lenny Druyts
 Belgisch Kampioen op de Weg U23, Lotte Kopecky